# Toivo Nygård
Toivo Nygård, född 17 mars 1943 i Alajärvi, är en finländsk historiker.
Nygård avlade filosofie doktorsexamen 1978. Han var 1969–1982 assistent och 1982–1984 överassistent vid Jyväskylä universitet, där han 1993 blev professor i Finlands historia, efter att under mellantiden ha varit biträdande professor och professor vid Tammerfors universitet. År 2003 utnämndes han till ledamot av Finska Vetenskapsakademien.
Nygård har intresserat sig bland annat för Östkarelens och den finländska högerextremismens historia samt undertryckta och marginella samhällsgrupper i ett historiskt perspektiv. Bland hans arbeten märks Suur-Suomi vai lähiheimolaisten auttaminen (1978), som undersöker det så kallade "Stor-Finland", vidare Suomen palvelusväki 1600-luvulla (1989), ett verk om tjänstefolkets förhållanden i landet under 1600-talet, och Erilaisten historiaa (1998), som behandlar marginalgrupper i Finland på 1800-talet och i början av 1900-talet.